# Дастін-Ейкерс (Каліфорнія)
Дастін-Ейкерс (англ. Dustin Acres) — переписна місцевість (CDP) в США, в окрузі Керн штату Каліфорнія. Населення — 677 осіб (2020).

## Географія
Дастін-Ейкерс розташований за координатами 35°12′57″ пн. ш. 119°22′30″ зх. д. / 35.21583° пн. ш. 119.37500° зх. д. (35.215929, -119.374987).  За даними Бюро перепису населення США в 2010 році переписна місцевість мала площу 9,52 км², уся площа — суходіл.

## Демографія
Згідно з переписом 2010 року, у переписній місцевості мешкали 652 особи в 224 домогосподарствах у складі 171 родини. Густота населення становила 68 осіб/км².  Було 252 помешкання (26/км²).
Расовий склад населення:
| - 82,7 % — білих - 1,4 % — корінних американців - 0,6 % — чорних або афроамериканців - 0,2 % — азіатів - 10,9 % — осіб інших рас |

До двох чи більше рас належало 4,3 %. Частка іспаномовних становила 19,8 % від усіх жителів.
За віковим діапазоном населення розподілялося таким чином: 26,8 % — особи молодші 18 років, 60,6 % — особи у віці 18—64 років, 12,6 % — особи у віці 65 років та старші. Медіана віку мешканця становила 37,6 року. На 100 осіб жіночої статі у переписній місцевості припадало 107,6 чоловіків;  на 100 жінок у віці від 18 років та старших — 115,8 чоловіків також старших 18 років.
Середній дохід на одне домашнє господарство  становив 67 386 доларів США (медіана — 59 423), а середній дохід на одну сім'ю — 71 723 долари (медіана — 71 667). Медіана доходів становила 49 659 доларів для чоловіків та 41 471 долар для жінок. За межею бідності перебувало 10,3 % осіб, у тому числі 0,0 % дітей у віці до 18 років та 6,6 % осіб у віці 65 років та старших.
Цивільне працевлаштоване населення становило 183 особи. Основні галузі зайнятості: освіта, охорона здоров'я та соціальна допомога — 26,8 %, сільське господарство, лісництво, риболовля — 13,1 %, науковці, спеціалісти, менеджери — 10,4 %, роздрібна торгівля — 8,7 %.